# Carlo Rossi (homme politique canadien)
Pour les articles homonymes, voir Carlo Rossi et Rossi.
Carlo Rossi (8 août 1925 - 11 avril 1998) est un lieutenant-détective, policier et homme politique fédéral du Québec.

## Biographie
Carlo Rossi est né, à Montréal, de parents d'origine italienne. Il rejoint le Service de police de la ville de Montréal en 1948. Il devient policier à la tête de l'équipe chargée des négociations lors des prises d'otages.
Élu député du Parti libéral du Canada dans la circonscription fédérale de Bourassa en 1979, il est réélu en 1980 et en 1984. Il est le premier député d'origine italienne du Québec à siéger à la Chambre des Communes.Sa carrière politique prend fin en 1988 lorsqu'il est battu par la progressiste-conservatrice Marie Gibeau.
Durant son passage à la Chambre des communes, il est whip adjoint du Parti libéral et secrétaire parlementaire du ministre d'État affecté au multiculturalisme.